# For You (singel BTS)
„FOR YOU” – czwarty japoński singel południowokoreańskiej grupy BTS, wydany 17 czerwca 2015 roku. Osiągnął 1 pozycję w rankingu Oricon i pozostał na liście przez 9 tygodni, sprzedał się w nakładzie 95 668 egzemplarzy.
Singel został wydany w czterech wersjach: regularnej, dwóch limitowanych (CD+DVD) oraz ograniczoną ilość „1st Anniversary Edition” z dodatkowym plakatem i pocztówką dostępną jedynie w Pony Canyon Bangtan SHOP.
Utwór "Hormone sensō" (jap. ホルモン戦争) jest japońską wersją utworu "Horeumon Jeonjaeng (War of Hormone)" (kor. 호르몬 전쟁) z albumu DARK & WILD, na którym znalazła się też koreańska wersja utworu "Let Me Know".

## Lista utworów
| CD                      | |      |
| Nr                      | Tytuł | Czas |
| 1.                      | "FOR YOU" |      |
| 2.                      | "Hormone sensō" (jap. ホルモン戦争) (Japanese Ver.) |      |
| 3.                      | "Let Me Know" (Japanese Ver.) (tylko wer. CD i "1st Annivwersary") |      |
| DVD (wer. limitowana A) | |      |
| Nr                      | Tytuł | Czas |
| 1.                      | "Jacket Photography Making Video & "Bangtan Boys 1st JAPAN TOUR 2015「WAKE UP:OPEN YOUR EYES」" Unpublished Making Video (jap. ジャケット写真撮影メイキング映像＆“防弾少年団1st JAPAN TOUR 2015「WAKE UP:OPEN YOUR EYES」” 未公開メイキング映像 収录予定) |      |
| DVD (wer. limitowana B) | |      |
| Nr                      | Tytuł | Czas |
| 1.                      | "Bangtan Boys 1st JAPAN TOUR 2015「WAKE UP:OPEN YOUR EYES」" (Another Angle Live Video) 1. Hormone sensō (Japanese Ver.) 2. N.O |      |

## Notowania
| Lista                       | Najwyższa pozycja |
| --------------------------- | ----------------- |
| Oricon Weekly Singles Chart | 1                 |
| Billboard Japan Hot 100     | 1                 |